# Strike Witches
Strike Witches (jap. ストライクウィッチーズ, Sutoraiku Witchīzu) ist ein von Humikane Shimada & Projekt Kagonish entwickeltes und von Kadokawa Shoten vertriebenes Medienfranchise. Dieses umfasst zwei Light-Novel-, zwei Manga- und mehrere Animereihen (eine Original Video Animation, drei Fernsehserien, einen Kinofilm und eine Kurzfilmreihe) sowie diverse Fanartikel.

## Handlung

### Szenario
In einer Welt, die der Erde der Mitte des zwanzigsten Jahrhunderts gleicht, erzählt Strike Witches die Geschichte des Kampfes, der diese Welt mit dem Einsatz von neuer Technik und von Magie beschützen soll. Die Strike Witches sind eine Gruppe von Mädchen, die über magische Fähigkeiten verfügen. Aus verschiedenen Nationen stammend, sollen sie gegen die rätselhaften Neuroi kämpfen, die im Jahr 1939 den Erstschlag ausführten.
Diese rätselhafte Macht tauchte immer wieder an verschiedenen Stellen der Erde auf und griff ohne jegliche Vorwarnung an. Die Waffen der Neuroi nehmen dabei häufig eine Form ähnlich der von Flugzeugen an und ihre Waffen hinterlassen ein ätzendes Miasma. Dieses vergiftet nicht nur die hilflosen Menschen, sondern die Neuroi wandeln das betroffene Land damit auch wiederum in neue Waffen um. Dies vertrieb die zerbröckelnden Nationen in die Meere, da sich das Miasma nicht über große Wasserflächen auszubreiten scheint und somit zu einer Verteidigungslinie wird.
In dieser alternativen Welt sind Europa bzw. Eurasien und Afrika die am stärksten von den Angriffen betroffenen Regionen. Da sich die Welt im Laufe der Auseinandersetzungen stark veränderte, haben sich auch die Namen der Staaten geändert. So wird beispielsweise Japan als Kaiserreich Fusō (扶桑皇国, Fusō-kōkoku) – ein alter chinesischer Name für Japan –, die Vereinigten Staaten als United States of Liberion, Deutsches Reich als Kaisertum Karlsland (帝政カールスラント, Teisei Kārusuranto) unter Kaiser Friedrich IV. oder Frankreich als Gallia bezeichnet.
Um die Kampffähigkeit der Strike Witches zu steigern, wird jede von ihnen mit einer Striker Unit ausgestattet, die an den Füßen befestigt wird und es ihnen erlaubt ihre Magie in Schubkraft umzuwandeln. Damit erlangen sie nicht nur die Fähigkeit zu fliegen, sondern können auch ihre Magie besser kontrollieren, um mit Waffen gezielt zu schießen. Auch sind sie in der Lage Schutzschilde gegen das Miasma und andere physikalische Waffen zu erzeugen. Zusätzlich besitzt jedes der Mädchen eine besondere magische Fähigkeit. Ihre Agilität lässt es zu, die sich nach Beschädigung selbst reparierenden Einheiten der Neuroi zu vernichten, da sie gezielt auf deren Kern und Energiequelle schießen können. Dies macht sie schließlich zur Trumpfkarte der Menschen in diesem Krieg.
Innerhalb dieser Welt konzentriert sich das Franchise besonders auf das 501. Vereinte Kampfgeschwader (第501統合戦闘航空団, Dai-501 tōgō sentō kōkūdan) „Strike Witches“, das einen Gegenangriff in Europa beginnt.

### Terminologie
MagieDie Strike Witches (機械化航空歩兵, Bedeutung geschrieben: „mechanisierte Fluginfanterie“, gesprochen: „Angriffshexen“) verfügen über die natürliche Fähigkeit Magie zu benutzen, die sich in einer blauen Aura andeutet und ihnen Tierschwänze und -ohren (Kemonomimi) wachsen lässt. Diese geben den Witches auch ihre jeweiligen speziellen Fähigkeiten wie Heilung, übermenschliche Stärke, Weitblick usw. Im Kampf benutzen sie sie, um sich in der Luft fortzubewegen oder einen Schutzschild zu erzeugen.
Striker UnitDie Striker Units sind „Anzüge“, die aus mechanischen Rüstungen bestehen, die über magische Propeller verfügen und von den Strike Witches an ihren Beinen getragen werden. Als Treibstoff verwenden diese die Magie ihres Nutzers. Zwar fertigte Karlsland auch eine düsengetriebene Version namens Messerschmitt Me 262, diese wurde jedoch wegen ihres übermäßigen Magieverbrauchs kaum eingesetzt. Jede dieser Striker Units wurde einem Kampfflugzeug aus dem Zweiten Weltkrieg nachempfunden.
Da die Striker Units zur Funktionsoptimierung möglichst Hautkontakt haben sollen, tragen die Strike Witches selten mehr als ihre Unterwäsche. Zudem ist dies in der Strike-Witches-Welt ein normaler Modetrend, ähnlich dem Aufkommen des Bikinis in den 40ern, und dient damit als ein wichtiges Fanserviceelement der Serie.
Witches BaseSo wird die Kommandozentrale des 501. Gemeinsamen Fliegerkampfgeschwaders bezeichnet. Es ist ein Schloss mit verschnörkelter Architektur, das dem Mont-Saint-Michel nachempfunden wurde. Seine Nähe zu der gallischen Küste macht die Basis zum Ausgangspunkt der Strike Witches im Kampf gegen das von den Neuroi besetzte Festland von Europa. Nach der Befreiung Gallias beziehen sie ein neues Hauptquartier vor der Adriaküste, um Venezia (Norditalien) zu befreien.
NeuroiSie sind ein mysteriöses Volk, welches die eroberten Gebiete mit einem dunklen Material in Struktur von Bienenwaben bedeckt. Die Angreifer erscheinen in verschiedensten Größen, die von klein bis gigantisch reichen. Ihre Kämpfer zeichnen sich dadurch aus, sehr schnell zu fliegen, sich schnell zu reparieren sowie durch ihre Robustheit und Energiewaffen. Mithin sind sie dem technischen Stand der Welt der 1940er weit überlegen, weswegen das konventionelle Militär bei ihnen weitgehend wirkungslos ist und nur die Strike Witches ihnen beikommen können. Die einzige Achillesferse sind die schimmernden Kristalle, die als Cores (dt. Kerne) bezeichneten Energiequellen in ihrem Körper. Ihr Erscheinungsbild wurde häufig nach dem experimenteller Flugzeuge des Zweiten Weltkriegs gestaltet.

### Charaktere
Yoshika Miyafuji  (宮藤 芳佳, Miyafuji Yoshika)
Sie ist die Hauptfigur der Serie und entstammt dem Kaiserreich Fusō (Japan). Sie ist ein gewöhnliches junges Mädchen, verfügt aber über die besondere Fähigkeit, andere Lebewesen heilen zu können. Wenn sie ihre Fähigkeiten einsetzt, zeigt sie als Kemonomimi die Anhängsel eines Shiba. Jedoch ist sie von friedfertiger Natur und lehnt es zunächst ab sich den Strike Witches anzuschließen. Sie kann jedoch von Mio Sakamoto umgestimmt werden, die schließlich ihre Vorgesetzte wird. Innerhalb der Staffel bekleidet sie den Rang eines Feldwebels (軍曹), benutzt ein 99er 20-mm-Maschinengewehr (九九式二〇ミリ機銃) und eine Striker Unit, die einer Mitsubishi A6M nachempfunden ist. Im Verlauf der Handlung in der 2. Staffel steigt sie auf ein neueres Modell um, dass sich an einer Kyūshū J7W orientiert. Von Natur aus ist sie vor allem am Wohlbefinden der anderen Mitglieder interessiert, was sich unter anderem auch in ihren Kochkünsten niederschlägt, bei denen sie sehr auf gesunde Ernährung achtet.
Ihre Figur basiert auf dem japanischen Marineflieger Kaneyoshi Mutō.
Mio Sakamoto  (坂本 美緒, Sakamoto Mio)
Eine der Hauptpersonen der Serie. Wie Yoshika Miyafuji kommt sie aus dem Kaiserreich Fuso. Mit 19 Jahren, in der ersten Staffel, ist sie das älteste und eines der erfahrensten Mitglieder der 501. Mit dem Dienstgrad Major ist sie nach Oberstleutnant Minna-Dietlinde Wilcke das ranghöchste Mitglied des Verbandes. Sie hat ein magisches Auge, welches es ihr erlaubt über große Distanzen und durch feste Objekte wie die Haut eines Neuroi zu sehen. Ihre Waffen sind ein 99er 20-mm-Maschinengewehr und ein magisches Katana. Ihre Striker Unit basiert ebenfalls auf der Mitsubishi A6M. Sie fungiert hauptsächlich als Kampfführerin und Ausbilderin. Im Laufe der ersten Staffel verliert sie, aufgrund fortschreitenden Alters, die Fähigkeit magische Schutzkreise zu erzeugen.
Minna-Dietlinde Wilcke (ミーナ・ディートリンデ・ヴィルケ, Mīna Dītorinde Viruke)
Minna-Dietlinde Wilcke ist die Kommandeurin der Strike Witches. Sie stammt aus Karlsland. Ihr Dienstgrad ist Oberstleutnant. Vor der Neuroi-Invasion wollte sie Musik in Wien studieren, trat aufgrund des Krieges aber dann früh der Luftwaffe bei. Sie erreichte schnell den befehlshabenden Dienstposten als Staffelführerin, später als Geschwader-Kommodore. Ihre Magie, bei der sie Wolfsmerkmale zeigt, ist eine gesteigerte Raumwahrnehmung, mit der sie auf große Entfernungen die Anzahl und Position des Feindes genau ermitteln kann. Während der Evakuierung von Karlsland lernte sie Gertrud Barkhorn und Erica Hartmann kennen. Die drei entwickelten im Laufe der Zeit eine tiefe Freundschaft untereinander. Sie war es auch, die die Gründung der 501. vorschlug, zu deren Befehlshaberin sie schließlich wurde. Ihre Waffe ist ein MG 42 und die Striker Unit basiert auf der Messerschmitt Bf 109.
Gertrud Barkhorn (ゲルトルート・バルクホルン, Gerutorūto Barukuhorun)
Eine erfahrene Hexe aus Karlsland. Schon vor dem Neuroi Angriff trat sie den Streitkräften bei und wurde eines der ersten Mitglieder des 501. Gemeinsamen Fliegerkampfgeschwaders. Im Krieg gegen die Neuroi gehört zu den erfolgreichsten Fliegerassen. Sie ist sehr auf militärische Disziplin bedacht, womit sie vor allem gegenüber ihrer Freundin und Kameradin Erica Hartmann auffällt. Ihre Magische Kraft nennt sich Übermenschliche Kräftigung, was Ihre Kraft und Ausdauer auf ein extremes Maß steigert. Dadurch ist sie in der Lage schwere Waffen und mehr Munition als die anderen mitzuführen. Sogar das kurzzeitige tragen von Objekten mit mehreren Tonnen Gewicht ist somit möglich. Während ihrer Magienutzung zeigt sie Merkmale eines Deutschen Kurzhaar Vorstehhundes. Ihr Militärischer Dienstgrad ist der eines Hauptmannes. Als Bewaffnung nutzt sie im Normalfall zwei MG 42 gleichzeitig. Die Striker Unit basiert auf der Focke-Wulf Fw 190.
Die Figur basiert auf dem Deutschen Jagdflieger Gerhard Barkhorn, mit 301 Abschüssen der zweit erfolgreichste Flieger des Zweiten Weltkrieges.
Charlotte E. 'Shirley' Yeager (シャーロット・エルウィン・イェーガー, Shārotto Erū~in Iēgā)
Stammt aus Liberion. Ihr Dienstgrad ist der eines Captains (entspricht Hauptmann). Berühmt für ihre Schönheit und bekannt als Testpilotin und Motorradfahrerin die mehrere Geschwindigkeits- und Höhenrekorde aufstellte. Sie ist technisch sehr begabt und arbeitet oft an ihrem Motorrad oder an der Striker Unit. Abenteuerlustig und auf ihre persönlichen Freiheiten sehr bedacht wurde sie für Befehlsverletzungen, Missachtung militärischer Regularien und Zerstörung von Striker Units schon mehrmals unter Stubenarrest gestellt. Sie versteht sich mit vielen Leuten gut, ihre beste Freundin innerhalb des Geschwaders ist Francesca Lucchini. Zu Barkhorn hat sie, aufgrund derer strengen militärischen Persönlichkeit, ein meist eher angespanntes Verhältnis. Ihre Magische Fähigkeit, als Kemonomimi zeigt sie Hasen Merkmale, ist der „Geschwindigkeits-Schub“, womit sie ihre Geschwindigkeit und die Leistung der Striker Unit steigern kann. Als Bewaffnung nutzt sie ein M1918 Browning leichtes Maschinengewehr oder eine Thompson Maschinenpistole. Ihre Striker Unit ist der North American P-51 Mustang nachempfunden.

## Entstehung und Veröffentlichungen
In einer Kolumne der ersten Comp Ace vom 10. März 2005 erwähnte Humikane Shimada, dass er sein Mecha-Musume-Konzept (Mechamädchen) für mehrere Medien verwenden wollte. So entwarf er neben ersten Arbeiten für die OVA von Strike Witches auch das Character Design für die Fernsehserie Sky Girls, die beide gegen Ende 2007 veröffentlicht wurden. Dadurch ähneln einander die Charaktere und Konzepte beider Serien in vielen Belangen. Die Sonic Divers aus Sky Girls setzen jedoch eher futuristischere Komponenten ein, während die Striker Units aus Strike Witches mehr auf fantastischen Elementen aufbauen. Damit ähnelt das Design der Charaktere aus Strike Witches eher dem ursprünglichen Mecha-Musume-Konzept.
Die erste Veröffentlichung des Franchises war der Manga Strike Witches: Sōkū no Otome-tachi, der zwischen September 2005 und Januar 2006 im Comp Ace veröffentlicht wurde. Gezeichnet wurde er von Yoshiyuki Kazumi (かずみ 義幸), der unter dem Namen Matsumoto Drill Kenkyūjo (松本ドリル研究所) auch Hentai zeichnet. Dieser Manga wurde nach drei Kapiteln abgesetzt. Yoshiyuki Kazumi gab an, dass der Manga laut Kadokawa Shoten ein zu negatives Leserfeedback bekam, als auch für Kadokawas Standards zu freizügig war.
Trotz des „negativen Leserfeedbacks“ wurde ein zweiter Versuch, diesmal in Form einer Light Novel bei Kadokawas Imprint Kadokawa Bunko Sneaker, gestartet. Geschrieben wurde diese von Noboru Yamaguchi, der mit Zero no Tsukaima bekannt wurde. Die Illustrationen stammen von Humikane Shimada und Hashigo Ueda. Der erste Band Strike Witches: Suomus Iranko Chūtai Gambaru ISBN 978-4-04-424605-1 erschien am 1. Oktober 2006, der zweite Strike Witches: Suomus Iranko Chūtai Koisuru ISBN 978-4-04-424606-8 am 1. März 2007 und der dritte Strike Witches: Suomus Iranko Chūtai Hajikeru ISBN 978-4-04-424607-5 am 1. Juli 2008. Ein vierter Band wurde für das Frühjahr 2009 angekündigt erschien jedoch bisher (Stand: November 2011) noch nicht.
Auch erschien am 1. Januar 2007 eine Original Video Animation (OVA).
Ein zweiter Manga, diesmal von Yūki Tanaka, namens Strike Witches: Tenkū no Otome-tachi, erschien in der Comp Ace 3/2008 vom 25. Januar und 1/2009 vom 26. November 2008. Am 26. Juli und 26. Dezember 2008 wurden die Kapitel in zwei Sammelbänden zusammengefasst.
Ebenso erschien eine zweite Light-Novel-Reihe Strike Witches: Otome no Maki (ストライクウィッチーズ 乙女ノ巻) bei Kadokawa Sneakes Bunko von Hidehisa Nambō und den Illustrationen von Humikane Shimada und Hashigo Ueda. Diese basiert zum großen Teil auf der ersten Animeserie. Der erste Band ISBN 978-4-04-473901-0 erschien am 1. August 2008, der zweite ISBN 978-4-04-473902-7 am 1. März 2008, der dritte Band ISBN 978-4-04-473903-4 am 1. August 2009 und der letzte Band ISBN 978-4-04-473904-1 am 1. Juli 2010. Diese Reihe wurde dann mit Strike Witches 2 (ストライクウィッチーズ2) fortgesetzt, die zum großen Teil auf der zweiten Animeserie basiert und bei der Hashigo Ueda durch Shin Kyōgoku ersetzt wurde. Der erste Band Densetsu no Majo-tachi (伝説の魔女達; ISBN 978-4-04-473905-8) erschien am 1. September 2010, der zweite Band Tenkū yori Eien ni (天空より永遠に; ISBN 978-4-04-473906-5) am 30. desselben Monats.
Innerhalb des Strike Witches 2: Official Fanbook Complete File (ストライクウィッチーズ2 オフィシャルファンブック コンプリートファイル) fand sich zudem die Light-Novel-Kurzgeschichte Strike Witches 2 Visual Short Story: 500overs in Africa (ストライクウィッチーズ2 ヴィジュアルショートストーリー 500overs in Africa) von Takaaki Suzuki und wiederum gezeichnet von Shin Kyōgoku. Diese basiert auf der zehnten Folge von Strike Witches 2 und beschreibt die Abenteuer der Witches von Afrika.
Takaaki Suzuki war mit Takeshi Nogami auch an mehreren Dōjinshi (inoffiziellen Fandruckwerken) beteiligt, die aus einem Mangateil von Nogami und einer Light-Novel-Kurzgeschichte von Suzuki bestanden und sich ebenfalls den Witches von Afrika, insbesondere Keiko Katō und Hanna-Justina Marseille, widmet. Ursprünglich sollten diese innerhalb der DVD-Booklets abgedruckt werden.

## Anime

### Strike Witches (OVA)
Aufbauend auf der Light-Novel-Reihe setzt Gonzo die Idee im Jahr 2007 in Form einer 29-minütigen OVA um, deren Regie Kunihisa Sugishima übernahm. Künstlerischer Leiter war You Sasaki. Die DVD wurde in Japan am 1. Januar 2007 von Kadokawa Shoten veröffentlicht.

### Strike Witches (Serie)
Bereits kurz nach der Ankündigung der Umsetzung der Light-Novel-Reihe als Animefernsehserie gegen Ende 2007 wurden im Vorfeld diverse Werbeartikel (wie etwa PVC-Figuren) veröffentlicht. Nach und nach wurden immer mehr Details zu der Serie preisgegeben und auch die Charaktere vorgestellt, die in der OVA noch keinen Auftritt hatten.
Animiert wurde sie Serie von Studio Gonzo. Regie führte Kazuhiro Takamura, der vorher an der Umsetzung von Titeln wie FLCL, Mahoromatic oder Kidō Senshi Gundam 00 beteiligt gewesen war, assistiert von Ken’ichi Yatani. Basierend auf den Entwürfen von Humikane Shimada, war er ebenfalls für das Character Design verantwortlich, wie häufig bei seinen vorhergehenden Werken. Künstlerischer Leiter war Hiromasa Ogura.
Die Serie wurde erstmals vom 4. Juli 2008 bis zum 19. September 2008, kurz nach Mitternacht und damit am vorherigen Fernsehtag, auf Fukui TV ausgestrahlt, zehn Minuten zeitversetzt auf TV Saitama und Nara TV sowie bis einige Tage zeitversetzt auch auf Chiba TV, KBS Kyōto, Shin’etsu Hōsō, Gifu Hōsō, TV Kanagawa, Gunma TV, Sun Television, Tokyo MX, Mie TV, TVQ Kyūshū Hōsō und Kumamoto Hōsō. Eine landesweite Ausstrahlung über den Satellitensender BS Nippon folgte ab 28. Juli.
Neben der traditionellen Übertragung der Serie auf Fernsehsendern wurde die Serie auch mit englischen Untertiteln gleichzeitig über YouTube, BOST TV und Crunchyroll angeboten. Damit folgte sie der ebenfalls von Gonzo produzierten Serie The Tower of Druaga: the Aegis of Uruk, die nach dem gleichen Schema veröffentlicht wurde. Auf YouTube und Crunchyroll konnten sich die Zuschauer die Videos beliebig oft innerhalb eines gewissen Zeitfensters anschauen, bevor diese wieder vom Netz genommen wurden. Crunchyroll bot die einzelnen Folgen während und nach dieser Zeitspanne zum kostenpflichtigen Download an.
Ein unzensierte Fassung der Serie wurde ab dem 26. September 2008 angeboten. Eine Zensur war wegen der häufigen freizügigen Elemente mit Loliconcharakter durchgeführt worden, auch wenn in einem solchen Zusammenhang immer wieder behauptet wurde, die Verleger wollten damit die Umsatzzahlen für die DVD-Verkäufe ankurbeln. Die fünfte DVD der Reihe wurde am 30. Januar 2009 veröffentlicht.
Funimation lizenzierte die Serie für den US-amerikanischen Markt und begann im Oktober 2009, Folgen der Serie in unzensierter Fassung zu streamen, musste diese nach Protesten aber durch die zensierten Fassungen ersetzen. Die für 2010 geplante Veröffentlichung auf DVD soll jedoch unzensiert sein.
Am 25. Juni 2010 erschien eine limitierte Blu-Ray-Box der ersten Staffel. Diese enthielt auch eine Tonspur und Untertitel auf Englisch. Als Boni bot sie einen Mitschnitt des Liveevents Strike Witches Minna ga Iru kara Dekiru Koto! bis (ストライクウィッチーズみんながいるからできること! Bis) vom 6. September 2009 sowie ein 212-seitiges Artbook. Bei einer Preisempfehlung von 44.500 Yen erreichte sie Platz 6 der Blu-Ray-Charts. Anlässlich des anstehenden Kinofilms erschien am 10. Mai 2011 eine Neuauflage. Trotz des hohen, wenn auch gesenkten Preises von 36.750 ¥ verkaufte sie sich in der ersten Woche etwa 5000-mal und war damit die meistverkaufte Blu-Ray dieser Woche.

### Strike Witches 2
Eine zweite Staffel der Fernsehserie wurde Anfang des Jahres 2009 angekündigt, noch unter Federführung von Gonzo. Wegen der wirtschaftlichen Probleme des Studios, das zuletzt die Serie Saki nicht fertigstellen konnte, wurde die Animationsproduktion an die Anime International Company (AIC) übertragen.
Am 8. Juli 2010 kurz nach Mitternacht (und damit am vorigen Fernsehtag) startete die zweite Staffel Strike Witches 2 (ストライクウィッチーズ2) auf TV Saitama und einige Zeit versetzt auf Tokyo MX, TV Aichi, BS Nippon, TV Kanagawa, TVQ Kyushu, Chiba TV und Sun Television und im Internet auf Nico Nico Anime Channel. Der Produktionsstab blieb im Wesentlichen gleich.

### Kinofilm
Eine Umsetzung als Kinofilm wurde am 28. Oktober 2010 auf Nico Nico Douga angekündigt und durch Humikane Shimada bestätigt. Dieser kam am 17. März 2012 in die japanischen Kinos.

### Strike Witches: Operation Victory Arrow
Von Studio Silver Link unter der Regie von Kazuhiro Takamura stammt eine dreiteilige Kurzfilmreihe zu je 30 Minuten namens Strike Witches: Operation Victory Arrow. Die erste Folge Saint-Trond no Raimei (サン・トロンの雷鳴, San Turon no Raimei, „Der Donner von Saint-Trond“) wurde am 20. September 2014 in den Kinos gezeigt und erschien am 12. Dezember 2014 auf DVD/Blu-ray. Die zweite Folge Ēge-kai no Megami (エーゲ海の女神, „Die Göttin des Ägäisches Meers“) kam am 10. Januar 2015 in die Kinos und soll am 13. März 2015 auf DVD/Blu-ray erscheinen. Der abschließende Teil Arnhem no Hashi (アルンヘムの橋, Arunhemu no Hashi, „Die Brücke von Arnheim“) soll ab 2. Mai 2015 aufgeführt werden.

### Brave Witches
Silver Link produzierte 2016 eine Spin-off-Serie namens Brave Witches. Im Zentrum der Handlung steht das dabei Mädchen Hikari Karibuchi aus Fuso die zum 502. Vereinten Kampfgeschwader (engl. Joint Fighter Wing, JFW) nach Orussia versetzt wird.
Die 12 Folgen umfassende Serie wurde vom 6. Oktober bis 29. Dezember 2016 nach Mitternacht (und damit am vorigen Fernsehtag) auf Tokyo MX ausgestrahlt, sowie mit bis zu zwei Wochen Versatz auch auf KBS Kyōto, TV Saitama, Chiba TV, TV Kanagawa, BS11, TVQ Kyūshū, Sun Television und AT-X. Regie führte abermals Kazuhiro Takamura. Crunchyroll streamte die Serie außerhalb Asiens als Simulcast, u. a. mit deutschen Untertiteln.
Eine dreizehnte Episode, die zwischen Episoden 7 und 8 spielt, erschien im Mai 2017 als OVA-Bonusepisode auf DVD und Blu-ray.

### Strike Witches 501st Joint Fighter Wing Take Off!
Im Jahr 2018 wurden zum zehnjährigen Jubiläum drei weitere Anime-Serien aus dem Strike Witches-Univserum für die Jahre 2019, 2020 und 2021 angekündigt. Die erste dieser Serien trägt den Titel Strike Witches 501st Joint Fighter Wing Take Off! (jap. ワールドウィッチーズシリーズ 501部隊発進しますっ! World Witches Series: 501 Butai Hasshin Shimasu!) und lief im Frühjahr 2019 im japanischen TV an. In Deutschland ist die Serie bei Anime on Demand verfügbar. Im Gegensatz zu den bisherigen Serien handelt es sich bei Strike Witches 501st Joint Fighter Wing Take Off! um eine reine Komödie, die auf überzeichnet humorvolle Art vom Alltag der Charaktere außerhalb des Kampfeinsatzes erzählt.

### Strike Witches: Road to Berlin
Die zweite im Jahr 2018 angekündigt Serie Strike Witches: Road to Berlin (第501統合戦闘航空団 ストライクウィッチーズ ROAD to BERLIN Dai-501 Tōgō Sentō Kōkūdan: Strike Witches: Road to Berlin, deutsch ‚501. Vereintes Kampfgeschwader Strike Witches: Weg nach Berlin‘) begann mit der Ausstrahlung am 8. Oktober 2020. Diese stellt die dritte Staffel und somit eine direkte Fortsetzung der ursprünglichen Reihe dar. Animiert wird die Serie vom Studio David Production.
Lizenziert wurde die Serie für den deutschsprachigen Raum von Animoon und durch Anime-on-Demand gestreamt.

### Renmei Kuugun Koukuu Mahou Ongakutai Luminous Witches
Für 2022 ist eine weitere Serie aus dem Franchise angekündigt. In Renmei Kūgun Kōkū Mahō Ongakutai Luminous Witches (連盟空軍航空魔法音楽隊ルミナスウィッチーズ ‚Staatliche magische Musikgruppe der Luftstreitkräfte Luminous Witches‘) stehen diesmal die Luminous Witches (auch Idol Witches) als Musikgruppe im Vordergrund. Der Anime soll daher eher im Idol-Genre angesiedelt werden. Die Serie sollte ursprünglich im Oktober 2021 starten, wurde aber zwischenzeitlich auf das Jahr 2022 verschoben.

### Musik
Die Musik in der Serie wurde von Seikō Nagako komponiert.
Für die erste Staffel war im Vorspann jeder Folge der Titel Strike Witches – Watashi ni Dekiru Koto (ストライクウィッチーズ ~わたしにできること~, dt. „Strike Witches – Sachen, die mir möglich sind“) zu hören, der von Yōko Ishida gesungen wurde. Für den Abspann wurden der Titel Bookmark a Head (ブックマーク ア・ヘッド) durch die Seiyū der Charaktere interpretiert. Die Sänger des als Duett geschriebenen Stücks wechselten dabei häufig, so dass zehn verschiedene Varianten entstanden.
Für die zweite Staffel wurde Strike Witches 2 – Egao no Mahō (STRIKE WITCHES 2 〜笑顔の魔法〜) von Yōko Ishida für den Vorspann und Over Sky von den Seiyū Misato Fukuen und Saori Seto für den Abspann verwendet.
In Brave Witches wurde der Vorspanntitel Ashita no Tsubasa (アシタノツバサ) von Yōko Ishida gesungen, der Abspann Little Wing – Spirit of Lindberg, in jeder Folge von anderen Figuren der Serie.

### Rollen und Synchronisation
| Rolle                         | Geschwader                                  | japanischer Sprecher (Seiyū)                        | deutscher Sprecher | Hauptrolle                          | Nebenrolle                                   |
| ----------------------------- | ------------------------------------------- | --------------------------------------------------- | ------------------ | ----------------------------------- | -------------------------------------------- |
| Yoshika Miyafuji              | 501. Joint Fighter Wing Strike Witches      | Misato Fukuen                                       | Sarah Tkotsch      | Staffel 1–3, Film                   | Operation Victory Arrow                      |
| Mio Sakamoto                  | 501. Joint Fighter Wing Strike Witches      | Saeko Chiba (1. Staffel) Saori Seto (ab 2. Staffel) | Esra Vural         | Staffel 1–3                         | Film, Operation Victory Arrow                |
| Minna-Dietlinde Wilcke        | 501. Joint Fighter Wing Strike Witches      | Rie Tanaka                                          | Alice Bauer        | Staffel 1–3 Operation Victory Arrow | Film                                         |
| Lynette Bishop                | 501. Joint Fighter Wing Strike Witches      | Kaori Nazuka                                        | Saskia Glück       | Staffel 1–3 Operation Victory Arrow | Film                                         |
| Perrine-H. Clostermann        | 501. Joint Fighter Wing Strike Witches      | Miyuki Sawashiro                                    | Julia Meynen       | Staffel 1–3 Operation Victory Arrow | Film                                         |
| Erica Hartmann                | 501. Joint Fighter Wing Strike Witches      | Sakura Nogawa                                       | Valentina Bonalana | Staffel 1–3 Operation Victory Arrow | Film                                         |
| Gertrud Barkhorn              | 501. Joint Fighter Wing Strike Witches      | Mie Sonozaki                                        | Anne Düe           | Staffel 1–3 Operation Victory Arrow | Film                                         |
| Francesca Lucchini            | 501. Joint Fighter Wing Strike Witches      | Chiwa Saitō                                         | Peggy Pollow       | Staffel 1–3 Operation Victory Arrow | Film                                         |
| Charlotte E. Yeager           | 501. Joint Fighter Wing Strike Witches      | Ami Koshimizu                                       | Lea Kalbhenn       | Staffel 1–3 Operation Victory Arrow | Film                                         |
| Eila Ilmatar Juutilainen      | 501. Joint Fighter Wing Strike Witches      | Erika Nakai                                         | Patrizia Carlucci  | Staffel 1–3 Brave Witches OVA       | Film, Operation Victory Arrow, Brave Witches |
| Sanya V. Litvyak              | 501. Joint Fighter Wing Strike Witches      | Mai Kadowaki                                        | Laura Elßel        | Staffel 1–3 Brave Witches OVA       | Film, Operation Victory Arrow, Brave Witches |
| Shizuka Hattori               | keins (Film) / 501. (ab Staffel 3)          | Aya Uchida                                          |                    | Film, Staffel 3                     |                                              |
| Hikari Karibuchi              | 502. Joint Fighter Wing Brave Witches       | Ai Kakuma                                           |                    | Brave Witches Brave Witches OVA     |                                              |
| Naoe Kanno                    | 502. Joint Fighter Wing Brave Witches       | Rie Murakawa                                        |                    | Brave Witches Brave Witches OVA     |                                              |
| Nikka Edvardine Katajainen    | 502. Joint Fighter Wing Brave Witches       | Natsumi Takamori                                    |                    | Brave Witches Brave Witches OVA     |                                              |
| Gundula Rall                  | 502. Joint Fighter Wing Brave Witches       | Rina Satou                                          |                    | Brave Witches Brave Witches OVA     |                                              |
| Edytha Rossmann               | 502. Joint Fighter Wing Brave Witches       | Hiromi Igarashi                                     |                    | Brave Witches Brave Witches OVA     |                                              |
| Waltrud Krupinski             | 502. Joint Fighter Wing Brave Witches       | Kayo Ishida                                         |                    | Brave Witches Brave Witches OVA     |                                              |
| Aleksandra I. Pokryshkin      | 502. Joint Fighter Wing Brave Witches       | Yumi Hara                                           |                    | Brave Witches Brave Witches OVA     |                                              |
| Georgette Lemare              | 502. Joint Fighter Wing Brave Witches       | Haruka Terui                                        |                    | Brave Witches Brave Witches OVA     |                                              |
| Sadako Shimohara              | 502. Joint Fighter Wing Brave Witches       | Marin Mizutani                                      |                    | Brave Witches Brave Witches OVA     |                                              |
| Takami Karibuchi              | 502. Joint Fighter Wing Brave Witches       | Rie Suegara                                         |                    | Brave Witches Brave Witches OVA     |                                              |
| Virginia Robertson            | 72. Joint Fighter Squadron Luminous Witches | Mai Narumi                                          |                    | Luminous Witches                    |                                              |
| Inori Shibuya                 | 72. Joint Fighter Squadron Luminous Witches | Minako Hosokawa                                     |                    | Luminous Witches                    |                                              |
| Lyudmila Andreyevna Ruslanova | 72. Joint Fighter Squadron Luminous Witches | Ami Aimoto                                          |                    | Luminous Witches                    |                                              |
| Aira Payvikki Linnamar        | 72. Joint Fighter Squadron Luminous Witches | Ryou Mamiya                                         |                    | Luminous Witches                    |                                              |
| Eleonore Giovanna Gassion     | 72. Joint Fighter Squadron Luminous Witches | Sayaka Tsuzuki                                      |                    | Luminous Witches                    |                                              |
| Maria Magdalene Dietrich      | 72. Joint Fighter Squadron Luminous Witches | Kana Konaka                                         |                    | Luminous Witches                    |                                              |
| Manaia Matawhaura Hato        | 72. Joint Fighter Squadron Luminous Witches | Misaki Yuuki                                        |                    | Luminous Witches                    |                                              |
| Silvie Carriello              | 72. Joint Fighter Squadron Luminous Witches | Rino Yoshikita                                      |                    | Luminous Witches                    |                                              |
| Joanna Elizabeth Stafford     | 72. Joint Fighter Squadron Luminous Witches | Rio Mamesaki                                        |                    | Luminous Witches                    |                                              |